# Sandro Veronesi
Sandro Veronesi (Florència, Toscana, 1 d'abril de 1959) és un escriptor italià i col·laborador de diversos mitjans italians.

## Biografia
Els seus pares, Giannino Veronesi i Luisa Govoni, eren d'origen bolonyès. El 1985 va llicenciar-se en Història de la Restauració a la Facultat d'Arquitectura de Florència, amb una tesina sobre Victor Hugo que va rebre la màxima qualificació i recomanació de publicació, tot i que mai no la va publicar. Relacionat amb la seva formació acadèmica, únicament ha dut a terme un projecte, trenta-dos anys més tard d'acabar els estudis. Es tracta de la instal·lació L'hivernacle dels poetes, inaugurada el 21 de març de 2018 en el parc de la Fattoria di Celle, una residència històrica a Santomato, prop de Pistoia (Toscana), que allotja la col·lecció Gori d'obres d'art contemporànies.
El primer llibre que va publicar era una plaquette de poesies, l 'edició de la qual va pagar ell mateix el 1983. La seva primera novel·la, Per dove parte questo treno allegro, fou publicada el 1988. En el 2006 Sandro Veronesi guanyà el més prestigiós premi literari italià (Premi Strega) amb Caos calmo.
Tres obres seves han estat adaptades al cinema: La forza del passato, (2002), dirigit per Piergiorgio Gai; Caos calmo (2008), dirigit per Antonello Grimaldi i amb Nanni Moretti com a protagonista, i Gli sfiorati (2011), dirigit per Matteo Rovere.
És germà del guionista i director cinematogràfic Giovanni Veronesi, conegut especialment per la pel·lícula Manuale d'amore (2005) i les seves seqüeles (els anys 2007 i 2011), amb qui ha col·laborat en diverses ocasions des de la seva joventut, quan el 1987 van escriure conjuntament el guió del film Maramao.
Des de 2005 participa en l'editorial independent Fandango Libri com a director de la col·lecció "Mine Vanganti", que ha publicat grans autors de la literatura mundial, i 
Sandro Veronesi viu entre Prato i Roma i té cinc fills, tres nois del seu primer matrimoni i un noi una noia de la seva actual esposa. El 2018, en una entrevista al diari italià Corriere della sera va explicar que dos anys abans havia patit un càncer, que li va estar diagnosticat precisament mentre escrivia una novel·la el protagonista de la qual moria de càncer. Quan li van comunicar el diagnòstic va pensar que era massa jove per morir, que tenia fills massa petits i que, per tant, no moriria.
El seu últim llibre, Colibrí, publicat el mes d'octubre de 2019, ha esdevingut un bestseller: el mes de gener de 2020 ja se n'havien venut més de vuitanta-mil exemplars i és candidat al premi Strega, que Veronesi ja va guanyar el 2006 amb Caos calmo. En cas que li fos concedit, seria el segon autor a guanyar dues vegades aquest premi (el primer va ser Paolo Volponi, els anys 1965 i 1991).

## Obres destacades
- Il resto e il cielo, 1984.
- Per dove parte questo treno, 1988
- Gli sfiorati, 1990.
- Venite venite B-52, 1995.
- La forza del passato, 2000, premi Campiello i premi Viareggio, traduït a quinze llengües.[11]
- Ring City, 2001, obra juvenil, premi Fregene.[11]
- No Man's Land, 2003.
- Caos calmo, 2005, premi Strega 2006, premi Novel·la Europea Casino de Santiago 2009,[12] traduït en vint països.[7]
- Brucia Troia, 2007.
- XY, 2010.
- Profezia, 2011.
- Baci scagliati altrove, 2011.
- Terre rare, 2014.
- Non dirlo. Il Vangelo di Marco, 2015.
- Un dio ti guarda, 2016.
- Cani d'estate, 2018.
- Il colibrì, 2019.